# Шахарам

Шахарам

Малаяли акшарамал

Шакарам — ша, буква алфавита малаялам обозначает ретрофлексный шипящий согласный [ʂ]. Конструктивно, так же как и сингальская мурдхаджа саянна, «ша» образуется добавлением к букве «па» (പ) петлеобразного графического элемента. Графическое родство букв «па» и «ша» характерно для большинства индийских алфавитов. Акшара-санкхья — 6 (шесть).

Лигатура: ക്ഷ — кш.
Курсивное написание: